# スルファジアジン
スルファジアジン（Sulfadiazine）は、サルファ薬の一つ。感染源の細菌細胞内での葉酸の合成を阻害することによって殺す効果があり、尿路感染症（UTIs）の治療に使われる。
スルファジアジンとピリメタミンとの組み合わせは、トキソプラズマ（Toxoplasma gondii）が原因のトキソプラズマ症の治療に使われる。ただし2024年現在、日本では両方とも未認可のため使用できない。
副作用については、吐き気、消化不良、拒食症、そしてめまいが報告されている。

## 商品名
Lantrisul; Neotrizine; Sulfa-Triple #2; Sulfadiazine; Sulfaloid; Sulfonamides Duplex; Sulfose; Terfonyl; Triple Sulfa; Triple Sulfas; Triple Sulfoid